# 基希訥烏學院足球俱樂部
基希訥烏學院足球俱樂部（Academia Chişinău）是摩爾多瓦的一家足球俱樂部，主場位於基希訥烏。球隊參加摩爾多瓦國家足球聯賽的賽事。